# Carlo Alfonso Nallino
Carlo Alfonso Nallino, né à Turin le 16 février 1872, mort à Rome le 25 juillet 1938, est un orientaliste (arabisant) italien.

## Biographie
Fils d'un professeur de chimie, il suivit à l'Université de Turin les cours de l'orientaliste Italo Pizzi et du géographe et cartographe Guido Cora. En 1893, il présenta un mémoire de licence intitulé Al-Khuwarismi e il suo rifacimento della Geografia di Tolomeo, premier de ses travaux consacrés à l'histoire des sciences arabes. En 1894, il fut chargé de cours d'arabe au Reale Istituto orientale de Naples (actuelle Université L'Orientale). Il se lança alors dans la réalisation de son ouvrage le plus fameux : Al-Battani sive Albatenii Opus astronomicum, édition, traduction latine et commentaire de l'œuvre de l'astronome arabe, publié à Milan en trois volumes de 1899 à 1907. L'exceptionnelle qualité de ce travail établit la réputation internationale de son auteur.
De 1903 à 1913, il fut professeur ordinaire de langue et littérature arabe à l'Université de Palerme. Il fut l'un des universitaires italiens (avec notamment Ignazio Guidi) appelés par le prince Fouad à venir enseigner à l'Université du Caire, inaugurée le 21 décembre 1908, première université publique à l'occidentale dans le monde arabe. La conquête de la Libye par l'Italie en 1912 mit fin à cet enseignement, un mouvement anti-italien se développant en Égypte. En 1913, il se vit attribuer une chaire d'histoire et d'institutions musulmanes à l'Université La Sapienza, à Rome. Il orienta alors ses recherches vers le droit islamique. Il fut également chargé de la transformation du Reale Istituto orientale de Naples en centre de formation du personnel colonial, et au lendemain de la conquête de la Libye se vit confier plusieurs missions par le Ministero delle Colonie nouvellement fondé (notamment en matière de cartographie et de toponymie de la nouvelle colonie).
En 1921, il fut l'un des fondateurs (avec un groupe de hauts fonctionnaires, diplomates et universitaires) de l'Istituto per l'Oriente de Rome et de sa revue Oriente Moderno, qu'il dirigea jusqu'à sa mort et qui existe toujours. Il fut membre de l'Académie d'Italie à partir du 29 mars 1932, et également de l'Académie royale de la langue arabe fondée au Caire par le roi Fouad le 13 décembre 1932. En 1938, il eut la permission de faire un voyage dans le nouveau royaume d'Arabie saoudite (fondé officiellement en 1932), l'effectua en février-mars de cette année, et mourut à Rome d'une crise cardiaque le 25 juillet suivant, ayant eu le temps de livrer à l'impression le premier des deux volumes qu'il avait prévu de consacrer au nouvel État.
Sa fille Maria Nallino (1908-1974), elle aussi professeur d'arabe au niveau universitaire, a dirigé la publication par l'Istituto per l'Oriente de ses principaux essais, en six volumes, de 1939 à 1947, sous le titre de Raccolta di scritti editi e inediti. À sa mort, elle légua la maison et la riche bibliothèque de son père à l'institut, qui prit en 1982 le nom d' Istituto per l'Oriente Carlo Alfonso Nallino (IPOCAN).

## Publications
- Al-Battānī sive Albatenii Opus astronomicum. Ad fidem codicis Escurialensis arabice editum, Pubblicazioni del Reale osservatorio di Brera in Milano, n. XL, pte I-III, Milan, Hoepli Casa Editrice, 1899-1907 (3 vol.).
- L'Arabo parlato in Egitto : grammatica, dialoghi e raccolta di circa 6 000 vocaboli, Milan, Hoepli, 1900.
- Raccolta di scritti editi e inediti, 6 vol. (303, 474, 470, 724, 558 et 472 pages), Pubblicazioni dell' Istituto per l'Oriente, Rome, 1939-1947.
- La littérature arabe des origines à l'époque de la dynastie umayyade : leçons professées en arabe à l'Université du Caire, traduction française par Charles Pellat d'après la version de Maria Nallino, Paris, G. P. Maisonneuve, 1950.